# Pyramid Head

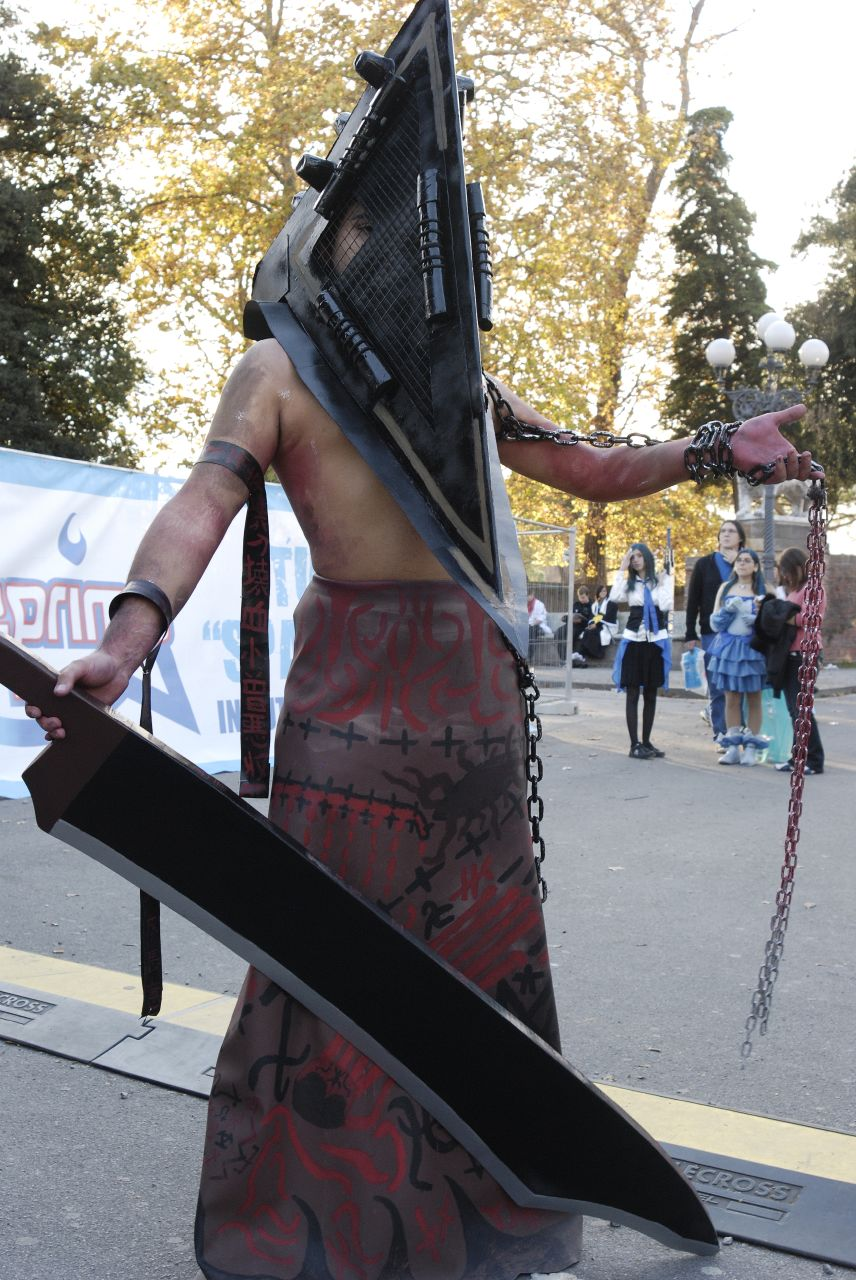
Egy Pyramid Head cosplay.

Pyramid Head („Piramisfej”) kitalált szereplő, a Silent Hill-sorozat második részének egy mára már kultuszteremtményévé vált szörnye. Hatalmas kardjával és rémisztő megjelenésével folyamatosan képes rettegésben tartani a játékost (illetve a Silent Hill 2 főszereplőjét, Jamest). A játék 2. részében nem csak egy egyszerű főellenség, hanem jelkép is: ő jelképezi James bűntudatát amiatt, amit a feleségével, Maryvel tett. Piramisfej a játék folyamán ezért többször is feltűnik és mindig olyan dolgokat művel James szeme láttára, amik valamilyen módon kötődnek James érzéseihez, illetve amik felélesztik a lelkiismeretét. Ezek egyike például az is, hogy ez a brutális szörny többször is megöli Mariat, aki közel áll a főhőshöz. Piramisfejből több is létezik a városban, ám mindegyikük legyőzhetetlen, de csak a játék egy bizonyos pontjáig. Addig, míg James képes nem lesz szembenézni a saját lelkiismeretével, bűneivel és mikor ezt meg tudja tenni, akkor már arra is képes lesz, hogy legyőzze ezeket a kísérteties teremtményeket.

## Érdekességek
- Piramisfej először a Silent Hill 2-ben tűnt fel, aztán a Silent Hill Homecoming-ban jelent meg újra.
- A Silent Hill Origins című részében is találkozhatunk egy A Mészáros (The Butcher) nevű szörnnyel, aki nagyon hasonlít Piramisfejre, mind kinézetben, mind személyiségileg.
- A Silent Hill 4 folyamán Henry talál egy rajzot, amit a fiatal Walter Sulliwan rajzolt és egy Piramisfejre emlékeztető alakot lehet felfedezni rajta.
- A 4. részben mikor Henry megtalálja a 302-es szoba titkos részét, az asztalon észrevehető az is, hogy a tárgyak közt ott van Piramisfej nagy kése is.